# Die Farm am Mississippi
Die Farm am Mississippi ist ein US-amerikanisches Filmdrama aus dem Jahr 1935 von King Vidor mit Margaret Sullavan und Walter Connolly in den Hauptrollen. Das Drehbuch basiert auf dem Roman So Red the Rose von Stark Young.

## Handlung
Im Jahr 1861 verliebt sich Valette Bedford auf der Portobello-Plantage in Mississippi in ihren Cousin Duncan und flirtet ständig mit ihm, um seine Aufmerksamkeit zu erregen. Duncan bleibt jedoch gelassen und behandelt sie wie ein kleines Kind. Aus Trotz gibt Valette vor, sich unsterblich in den texanischen Freund ihres Bruders Edward, Archie Pendleton, zu verlieben. Als Archie ihr einen Heiratsantrag macht, ist sie verblüfft und antwortet nicht endgültig, aber als er in den Bürgerkrieg zieht, geht er davon aus, dass sie auf ihn warten wird. Edward bleibt auf Drängen seiner Familie zurück, bereut seine Entscheidung jedoch später, als er erfährt, dass Archie im Kampf ehrenvoll getötet wurde.
Edward zieht mit dem Segen seines Vaters in den Krieg. Duncan weigert sich jedoch, gegen seine nördlichen Nachbarn zu kämpfen, mit der Begründung, dass viele von ihnen Freunde seien und Amerikaner nicht gegen Amerikaner kämpfen sollten. Valette ist von seiner Haltung angewidert und glaubt, dass sie nur Feigheit verbirgt. Nachdem einige Yankees Valettes Vater Malcolm als Führer entführt haben, kehrt er zurück, entschlossen, in den Krieg zu ziehen. Nachdem Malcolm gegangen ist, hat seine Frau Sally eine Vision von ihrem toten Sohn Edward auf dem Schlachtfeld und macht sich in Begleitung von Duncan und ihrem treuen schwarzen Sklaven William Veal auf die Suche nach seiner Leiche. Vor seiner Abreise hatte sich Valette bei Duncan entschuldigt und ihm ihre Liebe geschworen. Bewegt vom Anblick des Schlachtfeldes voller getöteter konföderierter Soldaten marschiert Duncan mit einem Schlachtruf in den Krieg und lässt Sally und William zurück, um Edwards Leiche zurückzuholen.
Die Bedford-Sklaven erreichen die Nachricht, dass General Ulysses S. Grant Vicksburg eingenommen hat. Ihre Aufregung führt dazu, dass sie sich auflehnen. Ein verwundeter Malcolm kommt nach Hause und stirbt, woraufhin Sally mit gebrochenem Herzen ihre Sklaven in die Freiheit entlässt. Sally, ihr kleiner Sohn Middleton, Valette und ihre Cousine Mary Cherry unterhalten das Haus, unterstützt von William, bis Unions-Soldaten in das Herrenhaus eindringen. Valette hat Mitleid mit einem jungen Unions-Soldaten, der, obwohl er sie ursprünglich ausrauben wollte, verletzt wurde und von konföderierten Soldaten gejagt wird. Sie zieht ihm die Uniform ihres Bruders an, bringt ihn ins Bett und stellt erstaunt fest, dass einer der verfolgenden konföderierten Soldaten Duncan ist. Duncan hat sich deutlich verändert, er ist kein Pazifist mehr, deshalb muss Valette für das Leben des jungen Soldaten flehen. Obwohl Duncan ihn beschützt, stirbt der Junge und die Familie wird aus ihrem eigenen Haus vertrieben, als die Nordstaatler es in Brand stecken. Duncan schließt sich wieder seinen Truppen an. Am Ende des Krieges lebt die stark verkleinerte Familie in einem kleinen Haus und kocht auf einem Herd im Freien. Eines Tages hört Valette, wie Duncan sie ruft, und sie treffen sich im Wald wieder.

## Hintergrund
Gedreht wurde der Film vom 19. Juni bis zum 9. August 1935 am Lake Sherwood sowie in den Paramount-Studios in Hollywood.
In einer Pressemeldung wurde darauf hingewiesen, dass Regisseur King Vidor in dem Bemühen, die Produktion zu beschleunigen, seine Frau, die Autorin Elizabeth Hill, einige Szenen mit Margaret Sullavan inszenieren ließ, während er Massenszenen inszenierte.
Berichten zufolge kostete die Produktion des Films 1.000.000 Dollar (2024: fast 23 Millionen Dollar). Die „United Daughters of the Confederacy“ steuerten Informationen für die Produktion bei. Für diesen Film wurde Margaret Sullavan von Universal ausgeliehen.
Hans Dreier und Ernst Fegté oblag die künstlerische Leitung. Travis Banton war für das Kostümbild zuständig. Verantwortliche Toningenieure waren Harold Lewis und Louis Mesenkop. Herman Hand, John Leipold und Max Reese leiteten das Orchester.
Robert Cummings, der zuvor nur wenige kleine Filmrollen gehabt hatte, wurde erstmals in den Credits genannt.

## Veröffentlichung
Die Premiere des Films fand am 22. November 1935 statt. 1937 kam er im Deutschen Reich in die Kinos.
Im Rahmen einer Retrospektive über King Vidors Schaffen wurde der Film auf der 70. Berlinale 2020 gezeigt.

## Kritiken
Der Filmkritiken-Aggregator Rotten Tomatoes hat in einer Auswertung von über 250 User-Kritiken ein Publikumsergebnis von 78 Prozent positiver Bewertungen ermittelt. Die Farm am Mississippi enttäuschte bei seiner Veröffentlichung an den Kinokassen, besonders außerhalb der Südstaaten gab es wenig Zuspruch. Das wurde retrospektiv unter anderem einem oft undifferenzierten, feindlichen Ton des Films gegenüber den Unionsheer und den Nordstaaten zugeschrieben.
Andre Sennwald von der The New York Times befand, es sei ein schön gefilmtes und gut gemachtes sentimentales Drama, das die letzten Tage der Pflanzeraristokratie mit einer Wärme, Geschicklichkeit und romantischem Eifer zelebriere, die den Romanautor begeistern dürfte.
Die Variety lobte den Film als gute und markante Adaption, die jedoch auch langweilig und unklar sei.
Für den Kritiker des Magazins Harrison’s Report war der Film exzellent. Er lobte die gute Produktion und die Darsteller. Die Änderungen gegenüber der Romanvorlage haben den Film verbessert.
Das Atlanta History Centre verglich 2024 in einem Essay Die Farm am Mississippi mit dem vier Jahre später gedrehten, viel berühmteren Vom Winde verweht, mit dem es thematisch viele Überschneidungen gibt. Laut Essay fällt an Die Farm am Mississippi unter anderem Elemente eines Antikriegsfilms auf, insgesamt seien die Figuren aber im Vergleich zu Vom Winde verweht deutlich weniger komplex gezeichnet. Das Essay führt weiter aus, dass der Misserfolg von Die Farm am Mississippi in der Vorprodukionsphase von Vom Winde verweht ein Thema war, David O. Selznick wollte nicht die Fehler des Filmes wiederholen, etwa in der Darstellung des Unionsheeres.